# 智利馬面魨
智利馬面魨為輻鰭魚綱魨形目鱗魨亞目單棘魨科的其中一種，為溫帶海水魚，分布於東南太平洋的智利海域，棲息深度50-150公尺，體長可達30公分，棲息在底層水域，生活習性不明。

## 扩展阅读
維基物種上的相關：智利馬面魨